# Localhost
localhost (т. зв., локальний хост, у значенні — «цей комп'ютер») — у комп'ютерних мережах, стандартне, офіційно зарезервоване доменне ім'я для приватних IP-адрес (у діапазоні 127.0.0.1–127.255.255.255, RFC 2606). Для мережі, яка складається лише з одного комп'ютера, як правило, використовується всього одна адреса — 127.0.0.1, яка встановлюється на спеціальний мережевий інтерфейс «внутрішньої петлі» (англ. loopback) в протоколі TCP/IP. У Unix-подібних ОС — зазвичай називається «loN», де N — число, чи просто «lo». В установленні з'єднань у цій виродженій «мережі» бере участь лиш один комп'ютер, а мережеві протоколи виконують функції протоколів міжпроцесної взаємодії.
Використання адреси 127.0.0.1 дозволяє встановлювати зв'язок і передавати інформацію для програм-серверів, що працюють на тому самому комп'ютері, що й програма-клієнт, незалежно від конфігурації апаратних мережевих засобів комп'ютера (не потрібні мережева карта, модем, чи інше комунікаційне обладнання, інтерфейс реалізується за допомогою програмної абстракції — драйвера псевдопристрою в ядрі ОС). Це знімає необхідність використовувати додаткові протоколи для роботи клієнт-серверних програм на одному комп'ютері та дописувати програмні модулі.
Зазвичай адресі 127.0.0.1 однозначно відповідає ім'я хоста «.localhost» або «localhost.localdomain», окрім н-д: .test, .example, .invalid.